# سارتزانو
سارتزانو (به ایتالیایی: Sarezzano) یک کومونه در ایتالیا است که در استان آلساندریا واقع شده‌است.

## خصوصیات
سارتزانو ۱۳٫۸ کیلومترمربع مساحت و ۱٬۱۷۱ نفر جمعیت دارد و ۳۰۰ متر بالاتر از سطح دریا واقع شده‌است.